# Tomocerus californicus
Tomocerus californicus är en urinsektsart som beskrevs av James P. Folsom 1913. Tomocerus californicus ingår i släktet Tomocerus och familjen långhornshoppstjärtar. Inga underarter finns listade i Catalogue of Life.